# Virginia Thompson (Eiskunstläuferin)
Virginia Thompson ist eine ehemalige kanadische Eiskunstläuferin, die im Eistanz startete.
Ihr Eistanzpartner war William McLachlan. Mit ihm wurde sie 1960 in Vancouver Vize-Weltmeisterin hinter Doreen Denny und Courtney Jones und gewann 1962 in Prag die Bronzemedaille.

## Ergebnisse

### Eistanz
(mit William McLachlan)
| Wettbewerb / Jahr          | 1960 | 1961 | 1962 |
| -------------------------- | ---- | ---- | ---- |
| Weltmeisterschaften        | 2.   |      | 3.   |
| Kanadische Meisterschaften | 1.   | 1.   | 1.   |